# Stonewall Inn
Pour les articles homonymes, voir Stonewall.
Le Stonewall Inn (prononcé : [ˈstoʊnwɔl ˌɪn]), souvent raccourci en Stonewall, est un bar américain de New York, site des émeutes de Stonewall en 1969, événement marquant du mouvement des droits civiques pour les homosexuels aux États-Unis. En 2016, il est à ce titre désigné monument national par le président Barack Obama.

## Histoire

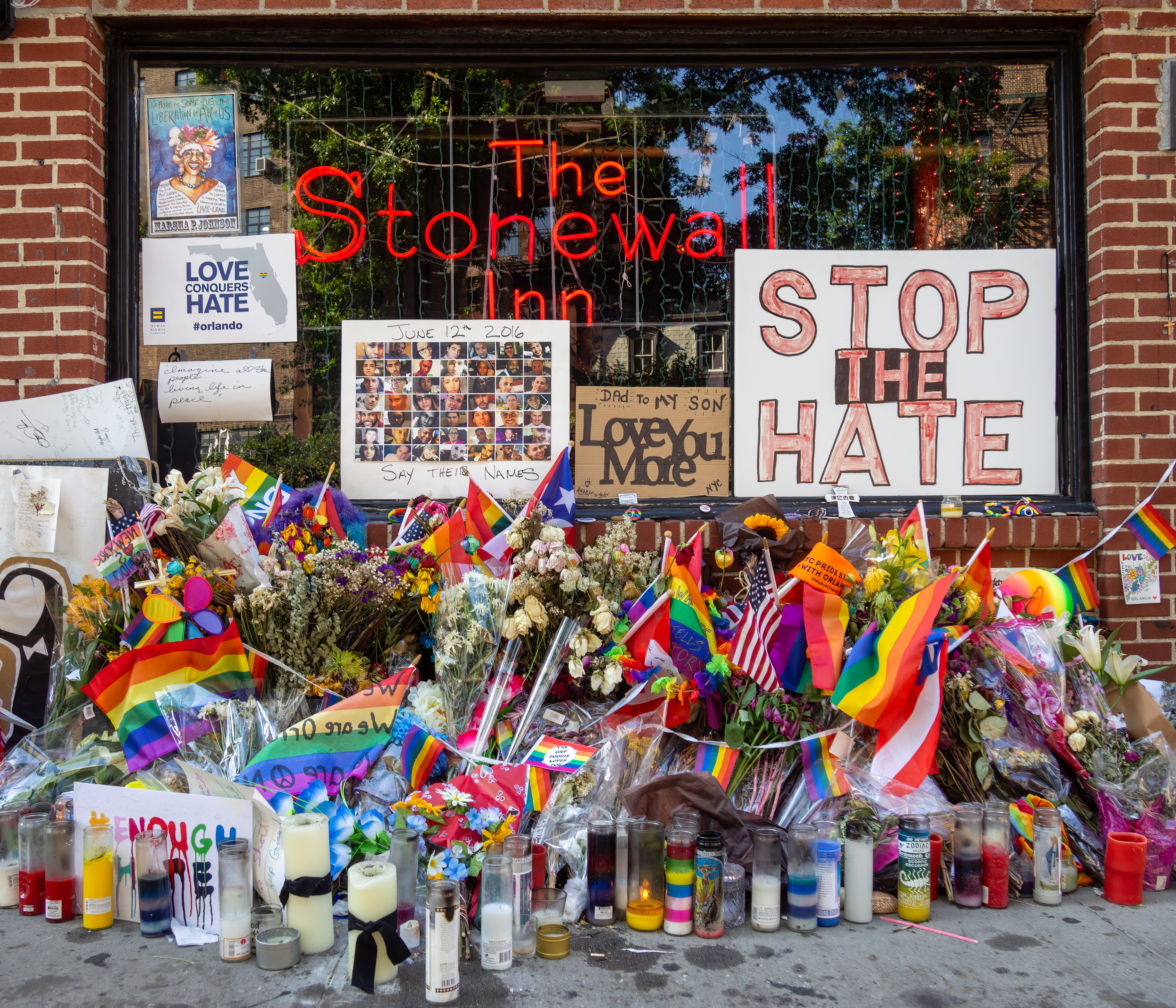
Mémorial manifestant élaboré au Stonewall lors de la marche des fiertés 2016. Obama venait juste d'annoncer que le stonewall devenait monument national. Et quinze jours après se produira la Fusillade du 12 juin 2016 à Orlando. Juin 2016.

Le bar d'origine, fermé en 1969, est situé au 51-53 Christopher Street, entre la 4th Street et Waverly Place, dans le quartier de Greenwich Village de Manhattan. En 1990, un autre bar appelé Stonewall ouvre dans la moitié ouest (53 Christopher Street). En 2007, il est rénové et renommé en Stonewall Inn.
Le bar est inscrit au Registre national des lieux historiques en 1999 et désigné site historique national en 2000, puis monument national en 2016 par Barack Obama. Le Stonewall National Monument, inauguré lors d'une cérémonie à laquelle prennent part le maire Bill de Blasio, la sénatrice Kirsten Gillibrand et la secrétaire à l'Intérieur Sally Jewell, couvre une superficie totale de 3,1 hectares.